# Chuck D

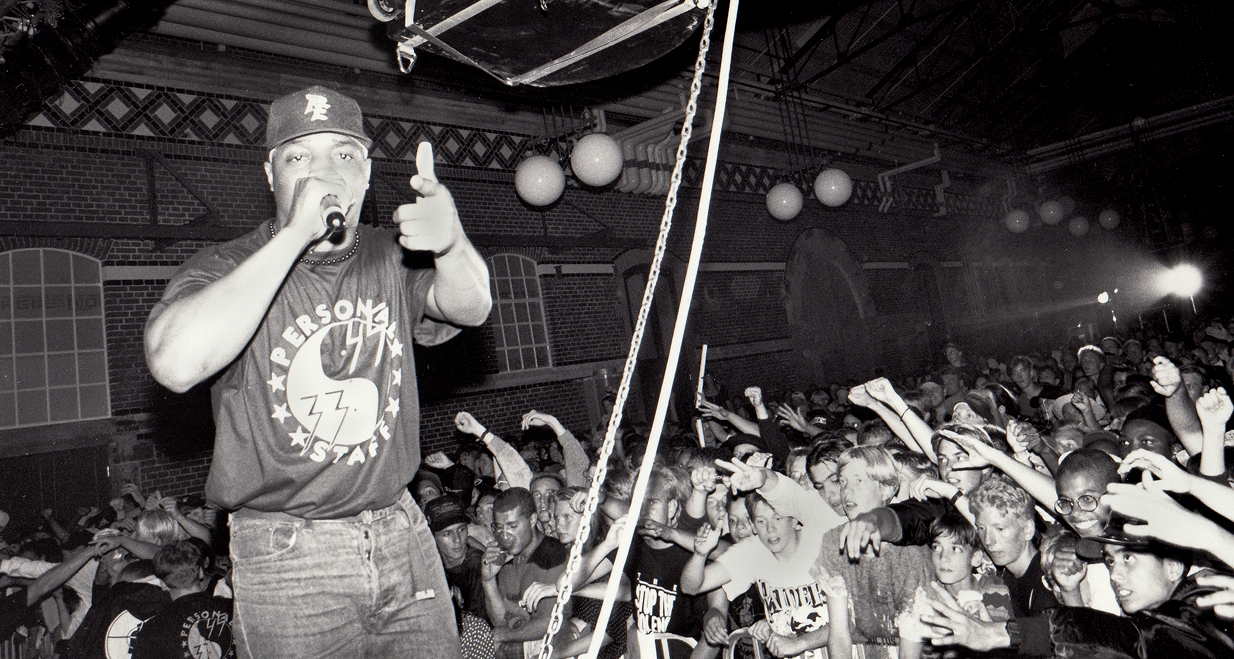
Chuck D uppträder i Slagthuset i Malmö 1991.

Chuck D, egentligen Carlton Ridenhour, född 1 augusti 1960 i Queens i New York, är en amerikansk rappare, medlem i Public Enemy. Han är känd för sina politiska texter.
Chuck D är en högljudd förespråkare för fri fildelning. Han har vittnat inför den amerikanska kongressen på detta område.
Han driver skivetiketten Slam Jamz, någorlunda i samma kritiska anda mot musiketablissemanget.
Chuck D skrivit boken Fight the Power tillsammans med Yusuf Jah och regissören Spike Lee.

## Diskografi
Album med Public Enemy
- Yo! Bum Rush the Show (1987)
- It takes a nation of millions to hold us back (1988)
- Fight the Power...Live! (1989)
- Fear of a black planet (1990)
- Apocalypse '91...The Enemy Strikes Black (1991)
- Greatest Misses (1992)
- Muse Sick-n-Hour Mess Age (1994)
- He Got Game (1998)
- BTN 2000 (1999)
- There's A Poison Goin On (1999)
- Revolverlution (2002)
- There's A Poison Goin On (2004 återutgivning)
- How You Sell Soul To A Soulless People Who Sold Their Soul??? (2007)

Album med Confrontation Camp
- Objects in the Mirror Are Closer Than They Appear (2000)

Album med Fine Arts Milita
- Fine Arts Milita (2003)

Soloalbum
- Autobiography Of Mistachuck (1996)

Övrigt
- Tribb to JB (2007, hiphop-covers på James Brown, samarbete med Kalie Jason, The baNNed och Slam jamz-artister)